# Bella ciao
Bella ciao é uma canção popular italiana, provavelmente composta no final do século XIX. Na sua origem, teria sido um canto de trabalho das Mondine, trabalhadoras rurais temporárias, em geral provenientes da Emilia Romagna e do Veneto, que se deslocavam sazonalmente para as plantações de arroz da planície Padana. Mais tarde, a mesma melodia foi a base para uma canção de protesto contra a Primeira Guerra Mundial. Finalmente, a mesma melodia foi usada para a canção que se tornou um símbolo da Resistência italiana contra o Fascismo durante a Segunda Guerra Mundial.
Bella ciao tornou-se muito conhecida em todo o mundo e foi gravada por vários artistas italianos, russos, bósnios, croatas, sérvios, húngaros, ingleses, espanhóis, alemães, turcos, japoneses, chineses, brasileiros e curdos.

## A versão original
A provável letra original da canção tem como tema as duras condições de trabalho nos arrozais padanos:
Stamattina mi sono alzato, o bella ciao, bella ciao
Bella ciao ciao ciao, stamattina mi sono alzato,
ho trovato I'invasor!
A lavorare laggiù in risaia
Sotto il sol che picchia giù!
E tra gli insetti e le zanzare, o bella ciao, bella ciao
Bella ciao ciao ciao, e tra gli insetti e le zanzare,
duro lavoro mi tocca far!
Il capo in piedi col suo bastone, o bella ciao, bella ciao
Bella ciao ciao ciao, il capo in piedi col suo bastone
E noi curve a lavorar!
Lavoro infame, per pochi soldi, o bella ciao bella ciao
Bella ciao ciao ciao, lavoro infame per pochi soldi
E la tua vita a consumar!
Ma verrà il giorno che tutte quante o bella ciao, bella ciao
Bella ciao ciao ciao, ma verrà il giorno che tutte quante
Lavoreremo in libertà! 
Tradução em português
Esta manhã, eu me levantei, adeus querida, adeus querida

Adeus, adeus, adeus querida, esta manhã, eu me levantei
e encontrei um invasor!
Para trabalhar lá no arrozal, adeus querida, adeus querida
Adeus, adeus, adeus querida! Para trabalhar lá no arrozal
Sob o sol que nos derruba!
E entre os insetos e os mosquitos, adeus querida, adeus querida
Adeus, adeus, adeus querida, e entre os insetos e mosquitos,
Um trabalho pesado que tenho que fazer!
O chefe está de pé com uma vara, adeus querida, adeus querida
Adeus, adeus, adeus querida! O chefe está de pé com uma vara
E nós curvados a trabalhar!
Trabalhe infame, por pouco dinheiro, adeus querida, adeus querida
Adeus, adeus, adeus querida! Trabalho infame, por pouco dinheiro
E tua vida a consumir!
Mas chegará o dia em que todos, adeus querida, adeus querida
Adeus, adeus, adeus querida! Mas chegará o dia em que todos,
trabalharemos em liberdade!

## A versãopartigiana
Stamattina mi sono alzato,
o bella, ciao! bella, ciao! bella, ciao, ciao, ciao!
Stamattina mi sono alzato,
ed ho trovato l'invasor.
O partigiano, portami via,
o bella, ciao! bella, ciao! bella, ciao, ciao, ciao!
O partigiano, portami via,
ché mi sento di morir.
Se io muoio da partigiano,
o bella, ciao! bella, ciao! bella, ciao, ciao, ciao!
Se io muoio da partigiano,
tu mi devi seppellir.
E seppellire sulla montagna,
o bella, ciao! bella, ciao! bella, ciao, ciao, ciao!
E seppellire sulla montagna,
sotto l'ombra di un bel fior.
E le genti che passeranno,
o bella, ciao! bella, ciao! bella, ciao, ciao, ciao!
E le genti che passeranno,
Ti diranno «Che bel fior!»
«Questo fiore del partigiano»,
o bella, ciao! bella, ciao! bella, ciao, ciao, ciao!
«Questo fiore del partigiano,
morto per la libertà!»

Tradução em português
Nesta tradução, a palavra «resistente» designa um membro de força militar irregular que se opõe a um invasor externo ou a um exército de ocupação.
Acordei de manhã
Minha querida, adeus, minha querida, adeus, minha querida, adeus! Adeus! Adeus!
Acordei de manhã
E deparei-me com o invasor
Ó resistente, leva-me embora
Minha querida, adeus, minha querida, adeus, minha querida, adeus! Adeus! Adeus!
Ó resistente, leva-me embora
Porque sinto a morte a chegar.
E se eu morrer como resistente
Minha querida, adeus, minha querida, adeus, minha querida, adeus! Adeus! Adeus!
E se eu morrer como resistente
Tu deves sepultar-me
E sepultar-me na montanha
Minha querida, adeus, minha querida, adeus, minha querida, adeus! Adeus! Adeus!
E sepultar-me na montanha
Sob a sombra de uma linda flor
E as pessoas que passarem
Minha querida, adeus, minha querida, adeus, minha querida, adeus! Adeus! Adeus!
E as pessoas que passarem
Irão dizer-me: «Que flor tão linda!»
É esta a flor do homem da Resistência
Minha querida, adeus, minha querida, adeus, minha querida, adeus! Adeus! Adeus!
É esta a flor do homem da Resistência
Que morreu pela liberdade

## Difusão e cultura popular
A popularidade de Bella ciao teve início na metade do século XX, na época dos festivais mundiais da juventude comunista, realizados em várias cidades, como Berlim, Praga e Viena. Nessas ocasiões, a canção era entoada pela delegação italiana, despertando o entusiasmo das demais delegações. Assim, acabou sendo traduzida em várias línguas.
Bella ciao difundiu-se largamente nos anos 1960, sobretudo durante as manifestações operárias e estudantis de 1968.
As primeiras gravações da versão partigiana se devem à cantora italiana de origem emiliana Giovanna Daffini, uma ex-mondina, e ao cantor francês de origem toscana Yves Montand. Versões contemporâneas foram gravadas pela Banda Bassotti e pelo grupo Modena City Ramblers, que também interpretou a canção durante tradicional concerto do 1° de maio na praça de San Giovanni, em Roma.
Na história recente, a canção tornou-se uma espécie de hino oficial dos movimentos comunistas, anarquistas, anti-fascistas ou de resistência, mesmo fora da Itália, a exemplo das comunidades zapatistas de Chiapas, para onde foi levada por militantes italianos.
Em 2017, a série espanhola La Casa de Papel da Netflix, veio trazer um novo impulso a esta canção histórica, dando a conhecê-la a muitas pessoas do mundo inteiro. Bella Ciao é utilizada pelos protagonistas da história como uma espécie de "hino", tendo por isso começado a ser entoada por escolas e outros locais por muitos espectadores que aderiram entusiasticamente à série.